# Seniorenstudium

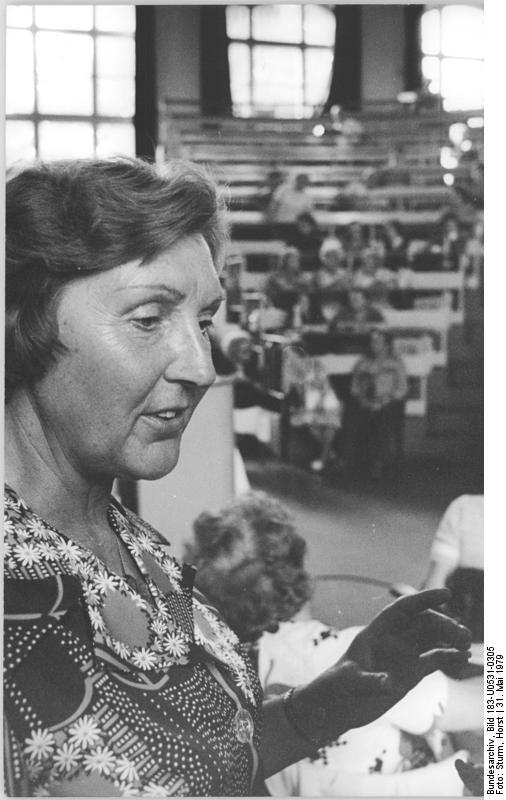
Seniorenstudentin der „Veteranen-Universität“ der Ost-Berliner Humboldt-Universität, 1979

Seniorenstudium (oder Studium im Alter) ist das Studium durch Senioren an Universitäten und Fachhochschulen.
Unter den Begriff Seniorenstudium (auch Studium für Ältere, Studieren ab 50) fallen unterschiedliche, das spezielle Interessenspektrum von älteren Menschen berücksichtigende Bildungsangebote. In Deutschland gibt es neben allgemeinen Weiterbildungsprogrammen drei Modelle: Gasthörer-, Zertifikatsstudien oder die reguläre Einschreibung für Bachelor-/ Masterstudiengänge.
In der Schweiz werden als Seniorenuniversität Bildungsangebote nach der Schweizerischen Charta Bildung 65+ angeboten, zumeist an Universitäten. Diese sind im Schweizerischen Verband der Seniorenuniversitäten zusammengeschlossen.

## Deutschland
50 deutsche Hochschulen bieten spezielle Bildungsangebote für die ältere Generation an. Überwiegend handelt es sich dabei um einfache Gasthörer-Studien ohne Zusatzvoraussetzungen (kein Abitur erforderlich). Es besteht dann keine Möglichkeit, Studienleistungen zu erwerben; Studiennachweise beschränken sich auf Teilnahmebescheinigungen für Seminare. Einige Universitäten bieten spezielle Zertifikate besonders für Studien zu bürgerschaftlichem Engagement im Alter an, ebenfalls auf Basis einer Gasthörerschaft aber mit Leistungsnachweisen und -anforderungen z. B. in Form einer Abschlussarbeit.
Eine Win-win-Situation intergenerativer Gerechtigkeit findet man im 1984 von der Solidargemeinschaft Lehrer und Erzieher Südbaden (SOLE) aufgebauten und 1987 von der Pädagogischen Hochschule Freiburg übernommenen Modell, bei dem hoch qualifizierte, dennoch arbeitslose Jungakademiker als zusätzliche Dozenten für das Seniorenstudium eine Anstellung fanden.
Da ein reguläres Studium viel Zeit in Anspruch nimmt und eine entsprechende Hochschulzugangsberechtigung voraussetzt, nutzen die meisten Senioren das Gasthörer-Studium, das in den Hochschulalltag integriert und damit in das reguläre Lehrprogramm für ordentliche Studierende eingebunden ist. Die Generation 60plus macht fast jeden Zweiten der ungefähr 40.000 Gasthörer an deutschen Universitäten aus. Das Statistische Bundesamt meldete, dass sich dieser Anteil seit 1997 beinahe verdoppelt hat.
Ein Gasthörer- bzw. Seniorenstudium ist nicht auf Prüfungen oder Abschlüsse ausgerichtet und Studierende können ihre Fächer selbst zusammenstellen (Studium generale). Die Studiengebühren betragen je nach Hochschule und teilweise Anzahl der Wochenstunden zwischen ca. 40 und 240 Euro pro Semester. Ein Semesterticket oder Ermäßigungen in der Mensa gibt es dafür nicht.
Die Aufnahme eines regulären Studiums in zulassungsbeschränkten Fächern im Alter ist nur beschränkt möglich, da jüngere Studenten den Vorrang haben. Die Teilnahme am Vergabeverfahren für Studienplätze ist im zentralen Verfahren der Stiftung für Hochschulzulassung bzw. den Vergabeverordnungen einzelner Bundesländer ausgeschlossen oder stark eingeschränkt. „Wer bei der Bewerbung (...) das 55. Lebensjahr vollendet hat, wird am Vergabeverfahren nur beteiligt, wenn für das beabsichtigte Studium unter Berücksichtigung der persönlichen Situation der Bewerberin oder des Bewerbers schwerwiegende wissenschaftliche oder berufliche Gründe sprechen.“ (gleichlautender § der Vergabeverordnungen u. a. in Bayern, Hessen, NRW, Rheinland-Pfalz, Sachsen). Diese Beschränkungen können nur für das erste Fachsemester oder sogar auch für konsekutive Aufbaustudiengänge (Master u. a. NRW, auch als Vorbereitung für Promotionen) gelten. In zulassungsfreien Studiengängen sowie für ein Promotionsstudium ist dagegen in jedem Falle ein Zugang möglich.
Eine 1997 in Holzen (Kandern) in Baden-Württemberg gegründete private Seniorenuniversität ging 2002 in Insolvenz und konnte nicht weitergeführt werden.
Seit 2006 gibt es die erste deutsche Senioren-Universität in Horn-Bad Meinberg in Nordrhein-Westfalen, das Europäische Zentrum für universitäre Studien (EZUS).

## Schweiz

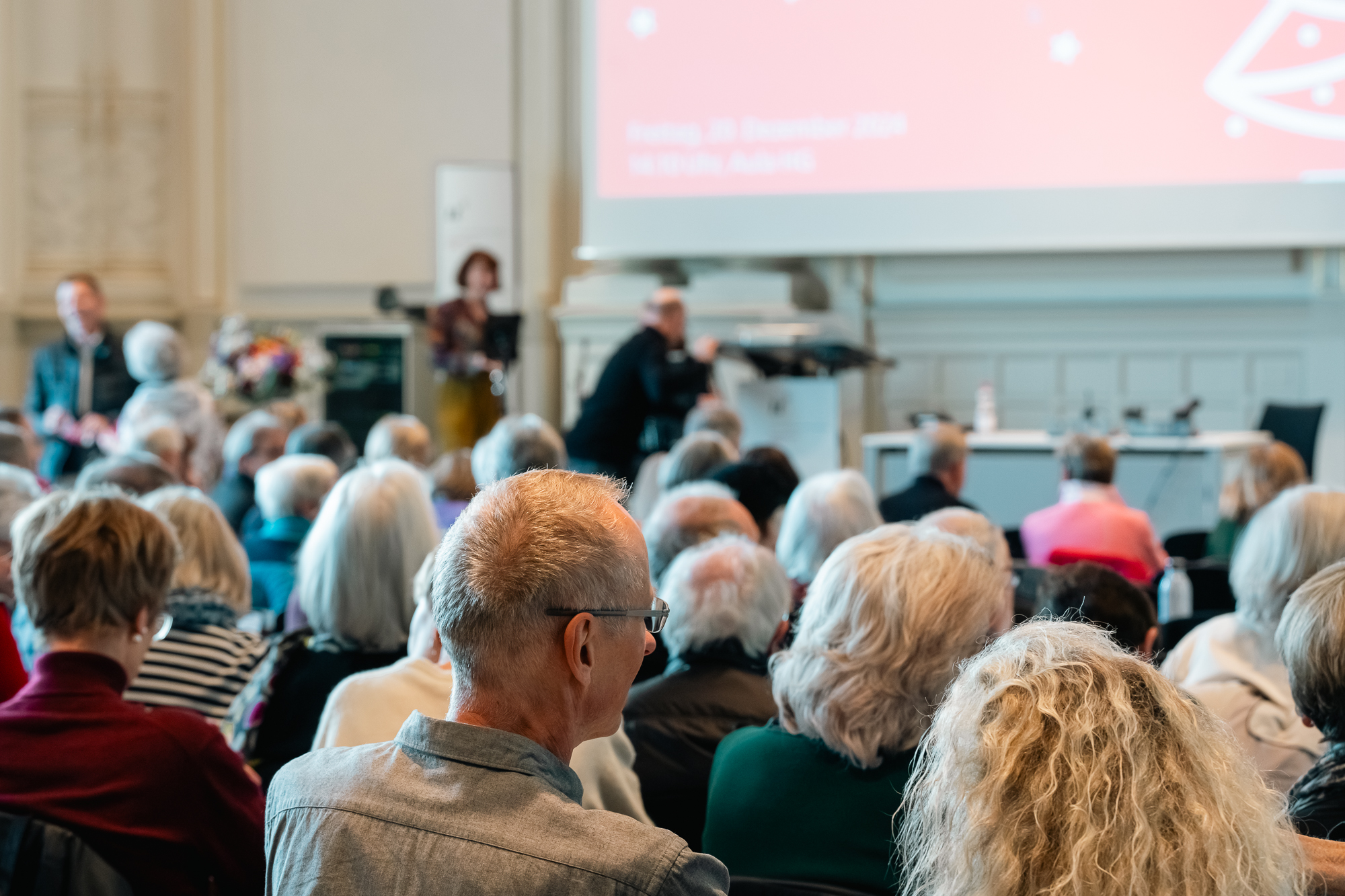
Seniorenuniversität Bern, Weihnachtsanlass 2024

In der Schweiz erfolgen im Rahmen der Seniorenuniversität  Bildungsangebote nach der Schweizerischen Charta Bildung 65+, die von den Volkshochschulen (Kursanbieter für Senioren), Pro Senectute Schweiz (die ebenfalls Kurse anbieten) und der Fachhochschule Nordwestschweiz (Durchführung der Studie Bildung 65+ als Basis für eine Weiterentwicklung) erstunterzeichnet und zahlreichen weiteren Einrichtungen unterzeichnet wurde. Der soziale Nutzen der Bildung im Alter wird durch ein vielfältiges und zugängliches Angebot für Menschen im Pensionsalter bereitgestellt, wo auch neue wissenschaftliche Erkenntnisse vorgestellt werden.
Der Schweizerische Verband der Seniorenuniversitäten war ebenfalls Erstunterzeichner, als U3 (Universität des Dritten Lebensalters, dritte Bildungsphase nach schulischer und beruflicher Ausbildung) vereint er neun Schweizer Seniorenuniversitäten, die an Universitäten angebunden sind, namentlich an den Universitäten
- Basel,[8]
- Bern (deutschsprachig),[9]
- Bern (französischsprachig),[10],
- Genf,[11]
- Luzern,[12]
- Neuenburg,[13]
- Tessin,[14]
- Lausanne (Waadt),[15]
- Zürich.[16]

Für rund 16'000 Mitglieder werden jährlich an die 1’000 Vorlesungen und Seminare angeboten. Mit Bildung soll die Lebensqualität und die gesellschaftliche Partizipation von Seniorinnen und Senioren gefördert werden. Hochstehende Bildungsangebote für alle Seniorinnen und Senioren in der Schweiz sollen garantiert werden. Die Programme sind polythematisch im Sinne eines Studium generale, es finden im Semester ein bis zwei Veranstaltungen pro Woche statt. Für die Teilnahme ist eine jährliche Gebühr an eine Einrichtung zu entrichten, man kann dann auch an Veranstaltungen anderer Einrichtungen teilnehmen. Es gibt auch zusätzliche Kurse (z. B. Sport, mentale Fitness), Seminare und Exkursionen.
An der Universität Freiburg (Schweiz) gibt es ebenfalls eine Seniorenuniversität, die die Teilnahme an regulären Vorlesungen als Nicht-Studierende bzw. Hörer und Vorlesungen in Partnerschaft mit der Volkshochschule in deutscher und französischer Sprache beinhalten. Die FernUni Schweiz bietet ein Programm „Uni60+“ kostenlos und online an. In Schaffhausen werden Vorlesungen einer SeniorenUni angeboten, 2024/25 im 27. Akademischen Jahr. In Winterthur wird dies vom Verein Bildung im Alter organisiert, der mit der Universität Zürich zusammenarbeitet.

## Österreich
Seniorenstudien werden von den Universitäten Wien, Salzburg, Innsbruck, Graz, Linz und Klagenfurt angeboten. Als Fächer werden Philosophie, Archäologie, Geschichte, Kunstgeschichte und Psychologie angeboten.
Für das reguläre Bachelorstudium gibt es keine Einschränkungen mit Ausnahme der harten NC-Fächer. Daneben werden Weiterbildungsstudiengänge angeboten. Als außerordentlich Studierender kann ein Studium generale oder einzelne Fächer studiert werden, die Matura ist dafür nicht nötig, Prüfungsleistungen können erbracht werden. Die Universität Salzburg bietet ein „Studium 55plus“ auf dieser Basis an, der ÖH-Beitrag (regulär 383 €) ist hier auf ca. 200 € pro Semester reduziert. Ähnlich gibt es an der Universität Klagenfurt ein „Seniorstudium Liberale“ das ausgesuchte Lehrveranstaltungen und auch Prüfungen beinhaltet (Kosten ÖH-Beitrag plus 100 € pro Semester). Die Gebühren für Senioren- bzw. Weiterbildungsstudien sind sehr unterschiedlich. Für ein reguläres Bachelor oder Master – nicht Zweitstudium – sind innerhalb der Mindeststudienzeit plus 2 Semester nur geringe Semestergebühren zu zahlen.

### Deutschland
- Erste Senioren-Uni in Deutschland und Senioren-Studium
- Studienführer für Senioren vom Bundesministerium für Bildung und Forschung (Memento vom 11. April 2007 im Internet Archive) (PDF-Datei, Stand 2013) im Internet Archive Wayback Machine
- Akademischer Verein der Senioren in Deutschland
- 20 Jahre Seniorenstudium Universität Leipzig
- Europäisches Zentrum für universitäre Studien
- Vergabeverordnungen der zentralen Stiftung Hochschulzulassung und aller Bundesländer

### Schweiz
- Ein Besuch an der Seniorenuniversität Bericht auf 50plus.ch über die Seniorenuniversität Bern